# Серіс (мікрорегіон)
Серіс (порт. Microrregião de Ceres) — мікрорегіон в Бразилії, входить в штат Гояс. Складова частина мезорегіону Центр штату Гояс. Населення становить 215 282 чоловік на 2006 рік. Займає площу 13 163,014 км². Густота населення — 16,355 чол./км².

## Склад мікрорегіону
До складу мікрорегіону включені наступні муніципалітети:
1. Барру-Алту
2. Карму-ду-Ріу-Верді
3. Серіс
4. Гоянезія
5. Гуараїта
6. Гуарінус
7. Ідроліна
8. Іпіранга-ді-Гояс
9. Ітапасі
10. Ітапуранга
11. Морру-Агуду-ді-Гояс
12. Нова-Амеріка
13. Нова-Глорія
14. Пілар-ді-Гояс
15. Ріалма
16. Ріанаполіс
17. Рубіатаба
18. Санта-Ізабел
19. Санта-Ріта-ду-Нову-Дестіну
20. Сан-Луїс-ду-Норті
21. Сан-Патрісіу
22. Уруана

| Бразилія | Це незавершена стаття з географії Бразилії. Ви можете допомогти проєкту, виправивши або дописавши її. |